# Królowie Lesotho

## Królowie Basuto(1828-1966)
Tytuł władcy Basuto to Morena e Moholo/morena oa Basotho (Wielki Wódz/Król Basotho)

### Dynastia Koena
- 1828–1870: Moshoeshoe I (od 1868 pod protektoratem brytyjskim)
- 1870–1891: Letsie I (syn)
- 1891–1905: Lerotholi (syn)
- 1905–1913: Letsie II (syn)
- 1913–1939: Griffith (brat)
- 1939–1940: Seeiso (syn)
  - 1940–1941: Gabasheane Masupha (regent)
  - 1941–1960: Mantsebo Amelia 'Matsaba (żona Seeiso, regentka)
- 1960–1966: Moshoeshoe II (syn Seeiso, król niepodległego Lesotho od 1966)

## Królowie Lesotho(1966-)

### Dynastia Koena
| #   | Imię              |          | Lata życia              | Lata życia                       | Czas rządów         | Czas rządów       | Rodzice                |
| #   | Imię              | Urodzony | Zmarł                   | Od                               | Do                  |                   | Rodzice                |
| --- | ----------------- | -------- | ----------------------- | -------------------------------- | ------------------- | ----------------- | ---------------------- |
| 1   | Moshoeshoe II     |          | 2 maja 1938 Thabang     | 15 stycznia 1996 Dystrykt Maseru | 4 października 1966 | 6 listopada 1990  | Seeiso Mabereng        |
| -   | Mamohato regentka |          | 28 kwietnia 1941 Tebang | 6 września 2003 Mantsonyane      | 5 czerwca 1970      | 20 listopada 1970 | -                      |
| -   | Mamohato regentka |          | 28 kwietnia 1941 Tebang | 6 września 2003 Mantsonyane      | 6 listopada 1990    | 12 listopada 1990 | -                      |
| 2   | Letsie III        |          | 17 lipca 1963 Morija    |                                  | 12 listopada 1990   | 25 stycznia 1995  | Moshoeshoe II Mamohato |
| (1) | Moshoeshoe II     |          | 2 maja 1938 Thabang     | 15 stycznia 1996 Dystrykt Maseru | 25 stycznia 1995    | 15 stycznia 1996  | Seeiso Mabereng        |
| (2) | Letsie III        |          | 17 lipca 1963 Morija    |                                  | 15 stycznia 1996    |                   | Moshoeshoe II Mamohato |